# Lily Was Here
Lily Was Here is een single van David A. Stewart in samenwerking met Candy Dulfer. De single werd uitgebracht in 1989 en is afkomstig van de soundtrack met dezelfde naam voor de Nederlandse film De kassière, ook bekend onder de Engelse titel Lily Was Here. Het nummer bereikte de eerste plaats in Nederland en werd een top twintig hit in verschillende andere Europese landen, Australië en de Verenigde Staten.

## Inhoud
David A. Stewart nodigde Candy Dulfer uit om saxofoon te spelen op dit instrumentale nummer. De single werd een grote hit en bleef in Nederland vijf weken op nummer één staan. Vanwege dit succes werd de single ook uitgebracht in het Verenigd Koninkrijk, Europa en de Verenigde Staten, waar het ook een hit werd. Het nummer bereikte de zesde plaats in het Verenigd Koninkrijk en nummer 11 in de Amerikaanse Billboard Hot 100. Het succes van dit instrumentale nummer moedigde Dulfer aan om muziek te componeren voor haar eigen album, dat ze Saxuality noemde.
Volgens Candy's vader Hans Dulfer op de Nederlandse radio was de opname in één keer gemaakt, eigenlijk een jamsessie en op dat moment niet bedoeld om uit te brengen. Deze jamsessie werd gedaan aan het einde van een opnamedag voor de film De kassière en Dave Stewart besloot later om deze als single uit te brengen.

## Hitnoteringen

### Nederlandse Top 40
| Hitnotering: 28-10-1989 t/m 10-02-1990 | Hitnotering: 28-10-1989 t/m 10-02-1990 | Hitnotering: 28-10-1989 t/m 10-02-1990 | Hitnotering: 28-10-1989 t/m 10-02-1990 | Hitnotering: 28-10-1989 t/m 10-02-1990 | Hitnotering: 28-10-1989 t/m 10-02-1990 | Hitnotering: 28-10-1989 t/m 10-02-1990 | Hitnotering: 28-10-1989 t/m 10-02-1990 | Hitnotering: 28-10-1989 t/m 10-02-1990 | Hitnotering: 28-10-1989 t/m 10-02-1990 | Hitnotering: 28-10-1989 t/m 10-02-1990 | Hitnotering: 28-10-1989 t/m 10-02-1990 | Hitnotering: 28-10-1989 t/m 10-02-1990 | Hitnotering: 28-10-1989 t/m 10-02-1990 | Hitnotering: 28-10-1989 t/m 10-02-1990 | Hitnotering: 28-10-1989 t/m 10-02-1990 | Hitnotering: 28-10-1989 t/m 10-02-1990 |
| Week                                   | 1                                      | 2                                      | 3                                      | 4                                      | 5                                      | 6                                      | 7                                      | 8                                      | 9                                      | 10                                     | 11                                     | 12                                     | 13                                     | 14                                     | 15                                     |                                        |
| -------------------------------------- | -------------------------------------- | -------------------------------------- | -------------------------------------- | -------------------------------------- | -------------------------------------- | -------------------------------------- | -------------------------------------- | -------------------------------------- | -------------------------------------- | -------------------------------------- | -------------------------------------- | -------------------------------------- | -------------------------------------- | -------------------------------------- | -------------------------------------- | -------------------------------------- |
| Nummer                                 | 29                                     | 15                                     | 5                                      | 2                                      | 1                                      | 1                                      | 1                                      | 1                                      | 1                                      | 3                                      | 5                                      | 10                                     | 18                                     | 35                                     | 40                                     | uit                                    |

### Nationale Hitparade Top 100 / Nationale Top 100
| Hitnotering: 21-10-1989 t/m 24-02-1990 | Hitnotering: 21-10-1989 t/m 24-02-1990 | Hitnotering: 21-10-1989 t/m 24-02-1990 | Hitnotering: 21-10-1989 t/m 24-02-1990 | Hitnotering: 21-10-1989 t/m 24-02-1990 | Hitnotering: 21-10-1989 t/m 24-02-1990 | Hitnotering: 21-10-1989 t/m 24-02-1990 | Hitnotering: 21-10-1989 t/m 24-02-1990 | Hitnotering: 21-10-1989 t/m 24-02-1990 | Hitnotering: 21-10-1989 t/m 24-02-1990 | Hitnotering: 21-10-1989 t/m 24-02-1990 | Hitnotering: 21-10-1989 t/m 24-02-1990 | Hitnotering: 21-10-1989 t/m 24-02-1990 | Hitnotering: 21-10-1989 t/m 24-02-1990 | Hitnotering: 21-10-1989 t/m 24-02-1990 | Hitnotering: 21-10-1989 t/m 24-02-1990 | Hitnotering: 21-10-1989 t/m 24-02-1990 | Hitnotering: 21-10-1989 t/m 24-02-1990 | Hitnotering: 21-10-1989 t/m 24-02-1990 | Hitnotering: 21-10-1989 t/m 24-02-1990 |
| Week                                   | 1                                      | 2                                      | 3                                      | 4                                      | 5                                      | 6                                      | 7                                      | 8                                      | 9                                      | 10                                     | 11                                     | 12                                     | 13                                     | 14                                     | 15                                     | 16                                     | 17                                     | 18                                     |                                        |
| -------------------------------------- | -------------------------------------- | -------------------------------------- | -------------------------------------- | -------------------------------------- | -------------------------------------- | -------------------------------------- | -------------------------------------- | -------------------------------------- | -------------------------------------- | -------------------------------------- | -------------------------------------- | -------------------------------------- | -------------------------------------- | -------------------------------------- | -------------------------------------- | -------------------------------------- | -------------------------------------- | -------------------------------------- | -------------------------------------- |
| Nummer                                 | 95                                     | 38                                     | 17                                     | 6                                      | 3                                      | 2                                      | 1                                      | 1                                      | 1                                      | 1                                      | 4                                      | 8                                      | 11                                     | 22                                     | 26                                     | 45                                     | 66                                     | 100                                    | uit                                    |

### NPO Radio 2 Top 2000
| Nummer met noteringen in de NPO Radio 2 Top 2000 | '99  | '00  | '01 | '02  | '03 | '04  | '05-'11 | '12  | '13  | '14  |
| ------------------------------------------------ | ---- | ---- | --- | ---- | --- | ---- | ------- | ---- | ---- | ---- |
| Lily Was Here                                    | 1081 | 1891 | -   | 1711 | -   | 1959 | -       | 1523 | 1881 | 1411 |

1. ↑  Een '-' betekent dat het nummer niet was genoteerd en een vetgedrukt getal geeft de hoogste notering aan.
2. ↑  Deze tabel is bijgewerkt tot en met de meest recente editie (2024).